# 崀峨水库
崀峨水库是中国云南省丽江市永胜县境内的一座水库，位于连湾河上，建于1958年。水库正常库容为1025万立方米，集雨面积为3平方千米，海拔为2133米。